# ساوث فورك (كولورادو)
ساوث فورك (بالإنجليزية: South Fork, Colorado) هي بلدة تقع في مقاطعة ريو غراند، كولورادو بولاية كولورادو في الولايات المتحدة. تبلغ مساحتها 6.1 (كم²)، وترتفع عن سطح البحر 2502 م، بلغ عدد سكانها 604 نسمة في عام 2000 حسب إحصاء مكتب تعداد الولايات المتحدة وتصل الكثافة السكانية فيها 99 نسمة/كم2.

## وصلات خارجية
- Town of South Fork نسخة محفوظة 11 سبتمبر 2006 على موقع واي باك مشين.
- The US50 - Cities and Towns in Colorado State
- Colorado Cities and Towns, Facts, Map, Flag, Colleges, Government, and More